# WTA Elite Trophy 2016 - Doppio
Liang Chen e Wang Yafan erano le detentrici del titolo ma sono state eliminate nel rund robin.
In finale İpek Soylu e Xu Yifan hanno sconfitto Yang Zhaoxuan e You Xiaodi con il punteggio di 6–4, 3–6, [10–7].

## Giocatrici
1. Andreja Klepač /  Arantxa Parra Santonja (round robin)
2. İpek Soylu /  Xu Yifan (campionesse)
3. Anastasija Rodionova /  Olga Savchuk (round robin)

1. Oksana Kalašnikova /  Tatjana Maria (round robin)
2. Liang Chen /  Wang Yafan (round robin)
3. Yang Zhaoxuan /  You Xiaodi (finale)

## Tabellone

### Legenda
| - Q = Qualificato - WC = Wild card - LL = Lucky loser | - ALT = Alternate - SE = Special Exempt - PR = Protected Ranking | - w/o = Walkover - r = Ritirato - d = Squalificato |

### Finale
|  | Finale |                     |   |   |      |  |
|  |        |                     |   |   |      |  |
|  | 6/WC   |                     | 4 | 6 | [7]  |  |
|  | 2      | İpek Soylu Xu Yifan | 6 | 3 | [10] |  |

### Gruppo Loto
|      |                                       | Klepač Parra Santonja | Kalašnikova Maria   | Yang You            | RR V-P | Set V-P   | Game V-P    | Classifica |
| 1    | Andreja Klepač Arantxa Parra Santonja |                       | 6-1, 7-6(1)         | 3-6, 3-6            | 1–1    | 2–2 (50%) | 19–19 (50%) | 2          |
| 4    | Oksana Kalašnikova Tatjana Maria      | 1-6, 6(1)-7           |                     | 1-6, 7–6(3), [10-7] | 1–1    | 2–3 (40%) | 16–25 (39%) | 3          |
| 6/WC | Yang Zhaoxuan You Xiaodi              | 6-3, 6-3              | 6-1, 6(3)–7, [7-10] |                     | 1–1    | 3–2 (60%) | 24–15 (62%) | 1          |

La classifica viene stilata in base ai seguenti criteri: 1) Numero di vittorie; 2) Numero di partite giocate; 3) Scontri diretti (in caso di due giocatori pari merito); 4) Percentuale di set vinti o di game vinti (in caso di tre giocatori pari merito); 5) Decisione della commissione

### Gruppo Orchidea
|      |                                   | Soylu Xu         | Rodionova Savchuk | Liang Wang       | RR V-P | Set V-P   | Game V-P    | CLassifica |
| 2    | İpek Soylu Xu Yifan               |                  | 6-3, 6-4          | 6-4, 3-6, [10-6] | 2–0    | 4–1 (80%) | 22–17 (56%) | 1          |
| 3    | Anastasija Rodionova Olga Savchuk | 3-6, 4-6         |                   | 6-4, 7-5         | 1–1    | 2–2 (50%) | 20–21 (49%) | 2          |
| 5/WC | Liang Chen Wang Yafan             | 4-6, 6-3, [6-10] | 4-6, 5-7          |                  | 0–2    | 1–4 (20%) | 19–23 (45%) | 3          |

La classifica viene stilata in base ai seguenti criteri: 1) Numero di vittorie; 2) Numero di partite giocate; 3) Scontri diretti (in caso di due giocatori pari merito); 4) Percentuale di set vinti o di game vinti (in caso di tre giocatori pari merito); 5) Decisione della commissione